# میگلینا سلیشکا
میگلینا سلیشکا (به بلغاری: Миглена Селишка؛ زادهٔ ۱۳ فوریهٔ ۱۹۹۶) یک کشتی‌گیر آزادکار اهل بلغارستان است. وی سابقه حضور در المپیک ۲۰۲۰ توکیو را دارد.